# 圖庫約克山
9°59′38″S 77°31′24″W / 9.99389°S 77.52333°W
圖庫約克山（T'uquyuq），是秘魯的山峰，位於該國北部安卡什大區，由雷奈伊省的塔帕科查區負責管轄，屬於內格拉山脈的一部分，海拔高度4,400米。